# Las Aventuras de Batman y Robin
Las Aventuras de Batman y Robin es la sucesión de la exitosa serie de televisión Batman: la serie animada, siendo en realidad parte de esta, en vista que se tuvo que hacer un cambio de nombre. Dentro de esta historia se destaca la activa participación de Dick Grayson, Robin, quien en la serie anterior no tenía un gran protagonismo. En esta segunda parte no se muestran mayores cambios en comparación con la serie que la sucede Las nuevas aventuras de Batman, porque sigue la misma línea, aun así se cambió de Opening.
- Datos: Q5970230